# Vera Carrara
Vera Carrara (ur. 6 kwietnia 1980 w Alzano Lombardo) – włoska kolarka torowa i szosowa, pięciokrotna medalistka torowych mistrzostw świata.

## Kariera
Pierwszy sukces Vera Carrara osiągnęła w 1998 roku, kiedy została mistrzynią świata juniorów w wyścigu punktowym. Cztery lata później była najlepsza na mistrzostwach Europy U-23 w indywidualnym wyścigu na dochodzenie. W 2002 roku wystąpiła także na mistrzostwach świata w Kopenhadze, gdzie zdobyła brązowy medal w wyścigu punktowym. W tej samej konkurencji zdobyła również srebrny medal podczas mistrzostw świata w Melbourne w 2004 roku i kolejny brązowy na mistrzostwach w Manchesterze w 2008 roku. Ponadto na mistrzostwach świata w Los Angeles w 2005 roku i rozgrywanych rok później mistrzostwach świata w Bordeaux była w tej konkurencji najlepsza. Carrara wzięła udział w igrzyskach olimpijskich w Atenach w 2004 roku, zajmując piąte miejsce w wyścigu punktowym. Cztery lata później, podczas igrzysk olimpijskich w Pekinie była czternasta w tej konkurencji, a rywalizacji w indywidualnej jeździe na czas nie ukończyła.